# Земо-Энтели
Земо-Энтели (груз. ზემო ენთელი) — село в Грузии, на территории Адигенского муниципалитета края (мхаре) Самцхе-Джавахети.

## География
Село находится в южной части Грузии, к северу от реки Кваблиани, на расстоянии 6 километров (по прямой) к востоко-северо-востоку от посёлка городского типа Адигени, административного центра муниципалитета. Абсолютная высота — 1379 метров над уровнем моря.

## Население
По результатам официальной переписи населения 2014 года, в Земо-Энтели проживало 173 человека (82 мужчины и 91 женщина). В национальной структуре населения грузины составляли 98,3 %, армяне — 1,2 %, осетины — 0,5 %.
| Год  | Население, человек |
| ---- | ------------------ |
| 2002 | 202                |
| 2014 | ↘ 173              |